# 雷米洋行大樓
雷米洋行大樓，又名利名洋行大樓，是上海市的一座歷史建築，位於金陵東路6-8號，修建于1912年。建筑外表是折衷主义风格。該建築原本由法商雷米洋行使用，現在是住宅。雷米洋行大樓是上海市第四批優秀歷史建築。